# Боа д'Анбур
Боа д'Анбур (фр. Bois-d'Ennebourg) насеље је и општина у северној Француској у региону Горња Нормандија, у департману Приморска Сена која припада префектури Руан.
По подацима из 2011. године у општини је живело 523 становника, а густина насељености је износила 74,29 становника/km². Општина се простире на површини од 7,04 km². Налази се на средњој надморској висини од 135 метара (максималној 160 m, а минималној 78 m).

## Демографија
| 1962. | 1968. | 1975. | 1982. | 1990. | 1999. | 2011. |
| ----- | ----- | ----- | ----- | ----- | ----- | ----- |
| 224   | 255   | 323   | 417   | 459   | 511   | 523   |

График промене броја становника у току последњих година